# Cienin-Perze
Cienin-Perze – wieś w Polsce położona w województwie wielkopolskim, w powiecie słupeckim, w gminie Słupca. Miejscowość wchodzi w skład sołectwa Cienin Kościelny.
W latach 1975–1998 miejscowość administracyjnie należała do województwa konińskiego.